# Ottenbach (Suíça)
Ottenbach é uma comuna da Suíça, no Cantão Zurique, com cerca de 2 230 habitantes. Estende-se por uma área de 4,98 km², de densidade populacional de 448 hab/km². Confina com as seguintes comunas: Affoltern am Albis, Aristau (AG), Jonen (AG), Merenschwand (AG), Obfelden.
A língua oficial nesta comuna é o alemão.